# Maison de Beauvilliers
Pour les articles homonymes, voir Beauvilliers.
La maison de Beauvilliers est une illustre maison d'extraction chevaleresque originaire de la Beauce, dans le Pays Chartrain. Sa filiation suivie remonte au XIe siècle et sa filiation prouvée au XIIIe siècle. Elle reçut le titre de duc de Saint-Aignan en 1663 et fut élevée à la pairie à la même période. Des membres de cette famille ont aussi porté les titres de duc de Beauvilliers, de comte de Montrésor, de comte de Buzançais, et même de duc de Buzançais (titre espagnol attaché à la Grandesse d'Espagne). Elle s'est éteinte au XIXe siècle.

## Origines et généalogie
Son nom de Beauvilliers lui vient la paroisse qu'elle possède à 16 kilomètres de la ville de Chartres, entre les villes de Chartres et d'Orléans.
Herbert est le plus ancien seigneur de Beauvilliers que l'on connaisse par titres : au XIe siècle, Herbert-Émussent de Beauvilliers, fils de dame Engelsende, est chevalier et seigneur de Beauvilliers, du Lude en Beauce (ce doit être le Grand Lude à Binas, Binas étant un fief des Beauvilliers ; notons que le Petit Lude en Dunois, à Ouzouer-le-Breuil, a aussi été un fief de Mery de Beauvilliers ci-dessous), et du château du Lude en Sologne (à Jouy-le-Potier) depuis 1115, de Martainville (à Fains-la-Folie, en Beauce), de Maleloup/Mauloup et du Vieux-Alonne (à Beauvilliers).
- Selon Clairambault et le père Anselme, sans doute par le jeu d'un mariage au XIIIe siècle, la branche aînée des premiers seigneurs de Beauvilliers se serait fondue dans une branche de la famille de Chartres avant 1300 (cf. les articles vidames de Chartres et sires de La Ferté, s'il s'agit bien de la célèbre maison de Chartres qui eut la vidamie de Chartres et plusieurs fois La Ferté-Vidame : mais est-ce bien le cas ? La parenté de nos protagonistes avec le cardinal Regnault de Chartres, archevêque de Reims et chancelier de France (1380-1444) est affirmée, mais justement, il n'est pas certain que l'archevêque-chancelier appartînt à la maison des vidames... Ce qui semble accréditer une parenté, ce sont les armes similaires, portant des fasces et des merlettes), famille dont les membres auraient alors pris le nom de Beauvilliers suivant l'usage du temps de porter le nom de la terre principale : les possessions de la maison de Beauvilliers et celles de la maison de Chartres sont voisines, par exemple Fréteval pour les Meslay de Chartres, et la terre de Beauvilliers s'est ainsi trouvée possédée par la maison de Chartres entre 1298 et 1309. Les premiers bénéficiaires de cette mutation seraient, aux alentours de 1300, Girard de Chartres et son fils Renault, devenus donc sires de Beauvilliers ; puis en 1323 Robert de Chartres ; enfin Girard et ses sœurs Isabelle et Jeanne de Chartres, enfants de Renaut (grand-oncle du cardinal homonyme qu'on vient de citer, lui-même fils d'Hector de Chartres) ; vers 1335/1339 l'héritière Isabelle de Chartres transmet le fief à son mari Girard/Gérard Villereau ; un siècle après, vers 1445, Colin Barret en est le seigneur du chef de sa femme Marie de Villereau. Vers 1600, Edme Barret cède Beauvilliers, qui passe alors en différentes mains.
- Mais pour Le Ferron, Chanoine de Chartres, c'est la Famille de Beauvilliers qui descend de l'ancienne Maison de Chartres, au moins par femme.
Le Père Anselme a donné la généalogie des diverses branches de la maison de Beauvilliers dans le t. IV, p. 724 sq. de son Histoire des Grands Officiers de la Couronne :
- Gédoin Ier, au XIIe siècle, fils d'Herbert évoqué plus haut ; père de → Gédoin II et Herbert II (fl. 1179) → Gédoin III, fils d'Herbert II, mari d'Urtissa/Orbissa, chevalier banneret en 1212, mort avant 1230 → Herbert III, mari de Jeanne (c'est sous les règnes de Gédoin III ou d'Herbert III que semble se situer l'alliance qui prépare la mutation de Beauvilliers vers la famille de Chartres) → Eudes ; Jean ; Hue ; Guillaume (parentés embrouillées) → Gédoin IV, fils ou petit-fils d'Herbert III, sire de Binas, du Lude en Beauce et du Lude en Sologne, mais pas de Beauvilliers, fl. 1250, 1260, 1266 et 1267, x 1° Adelice de Membrolles → Robert Ier, x Jacqueline → Geoffroy Pichot, fl. 1292, 1302 → Gédoin V, fl. 1326, 1343, 1362, 1364, mort vers 1366/1368, x Marie d'Orléans (sans doute de la maison d'Orléans qui eut Rère, Montpipeau, Cléry, et qui compta Payen d'Orléans, Grand-bouteiller en 1093-1106) → Robert II le Normand, acquéreur en 1349 de Dizier, mort entre 1357 et 1368, époux de Jeanne de Saint-Brisson (-La Queuvre ?), d'où → Jean Ier (mort vers 1386/1392, x Pernelle de Manchecourt qui se remaria avec Jean Ier de Courtenay-La Ferté-Loupière ; parents de → Jean II le Camus, mort en 1429 sans postérité), et...
- ... son frère → Hervé, aussi seigneur d'Autry, mari de Jeannette de La Ferté, dame de Montgouault (mouvant de Romorantin : à Veilleins ?) → Jean III Bourles, mort en 1428, tué dans La Ferté-Hubert assiégée par les Anglais, x 1417 Alix d'Estouteville du Bouchet-en-Vendômois, dame de Thoury et de La Ferté-Hubert, morte en 1461, dont Marguerite (x Robinet/Robert II d'Estampes sire de Salbris et de Valençay), et...  
  - ... son frère → Michel (1418-1462), x Annette de Tillay : parents de → Jean IV (1455-1496 ; sans postérité d'Antoinette, fille de Jean d'Illiers, remariée en 1503 à Robert fils de Renaud Chabot, puis en 1518 à Hardouin X de Maillé), et de ...  
    - ... son frère → Méry (Mery) de Beauvilliers, sire de Thoury, qui suit.

En 1496, la famille acquiert, par le mariage de Mery (Méry) de Beauvilliers (mort en 1511 ; sans postérité de ses premières noces avec Jacquette, fille de Jean Ier d'Estampes de La Ferté-Nabert) avec sa deuxième femme Louise de Husson-Tonnerre, dame de Saint-Aignan, La Salle-lez-Cléry et Chémery (morte vers 1521 ou 1540 ; fille puînée d'Antoinette de La Trémoïlle et de Charles de Husson, mort en 1492, comte de Tonnerre, seigneur de Saint-Aignan et de Selles : ses ancêtres les comtes de Tonnerre, d'Auxerre et de Nevers, descendaient des Donzy, seigneurs de Selles en partie, de Gien un moment, et de Saint-Aignan, liés à la  Maison de Blois-Champagne ; Charles de Husson et Antoinette de La Trémoïlle avaient aussi enfanté : Louis III de Husson, mort en 1508, comte de Tonnerre et père du comte Louis IV, évêque de Poitiers, mort en 1537 ; Claude, évêque de Poitiers, mort en 1521 ; Anne de Clermont, comtesse de Tonnerre, morte en 1540 ; et Madeleine de Husson, femme de Jean II d'Estampes de La Ferté-Nabert], la terre de Saint-Aignan, érigée en baronnie « de temps immémorial » puis en comté en avril 1537.
Méry de Beauvilliers et Louise de Husson-St-Aignan eurent sept filles :
- 4 religieuses ; - Jeanne (morte vers 1550 ; x 1514 François de Beauvau du Rivau, et x 1529 Charles de Gaillon du Puiset) ; - Marguerite (x 1517 René Taveau de Morthemer de Lussac du Bouchet, fils de Léon Taveau et Jeanne Frotier, et frère de Renée Taveau qui épousa en 1519 François de Rochechouart de Mortemart) ; - et Madeleine de Beauvilliers (x 1517 Charles du Bec de Boury de Vardes, vice-amiral de France)...
- ... et deux garçons, les deux premiers comtes de Saint-Aignan : → Claude Ier (1er comte de St-Aignan en avril 1537, mort en août 1539 sans postérité de ses deux mariages : 1er en 1524 avec Charlotte de Tranchelion de Palluau, puis 2e en 1537 avec Claude de Rohan-Gié, qui garda Thoury et le transmit à son 2e époux Julien de Clermont, fils de Bernardin de Clermont ci-après et frère de Louise et d'Antoine de Clermont-Tonnerre), et...
- ... → René de Beauvilliers († 1557), 2e comte de St-Aignan après son frère aîné Claude ; x 1540 Anne de Clermont, petite-nièce de Bernardin de Clermont qui fut comte de Tonnerre par son mariage avec Anne de Husson, la sœur aînée de Louise ci-dessus ; parents de :
  - → Claude II (1542-1583 à Anvers), qui épouse le 18 février 1559 Marie Babou de La Bourdaisière, d'où :
    - Claude (1573-1626), abbesse de l'abbaye de Montmartre en 1589-1590, maîtresse éphémère du roi Henri IV qui la nomme abbesse du Pont-aux-Dames (le même roi nommera sa sœur Marie-Catherine abbesse de Montmartre en 1597-1657, et leur autre sœur Françoise abbesse d'Avenay de 1609 à 1624) ; et leurs trois frères, successivement comtes de St-Aignan :
    - → Hercule, mort en 1583 à Anvers, un mois après son père ; Léonor, mort en 1589 ; et Honorat († 1622), x 1605 Jacqueline de La Grange de Montigny de Séry, dont :
      - Anne-Marie (épouse d'Hippolyte de Béthune, comte de Selles et marquis de Chabris) ; et son frère, le 1er duc de Saint-Aignan → François de Beauvilliers ci-dessous.

## Duché de Saint-Aignan

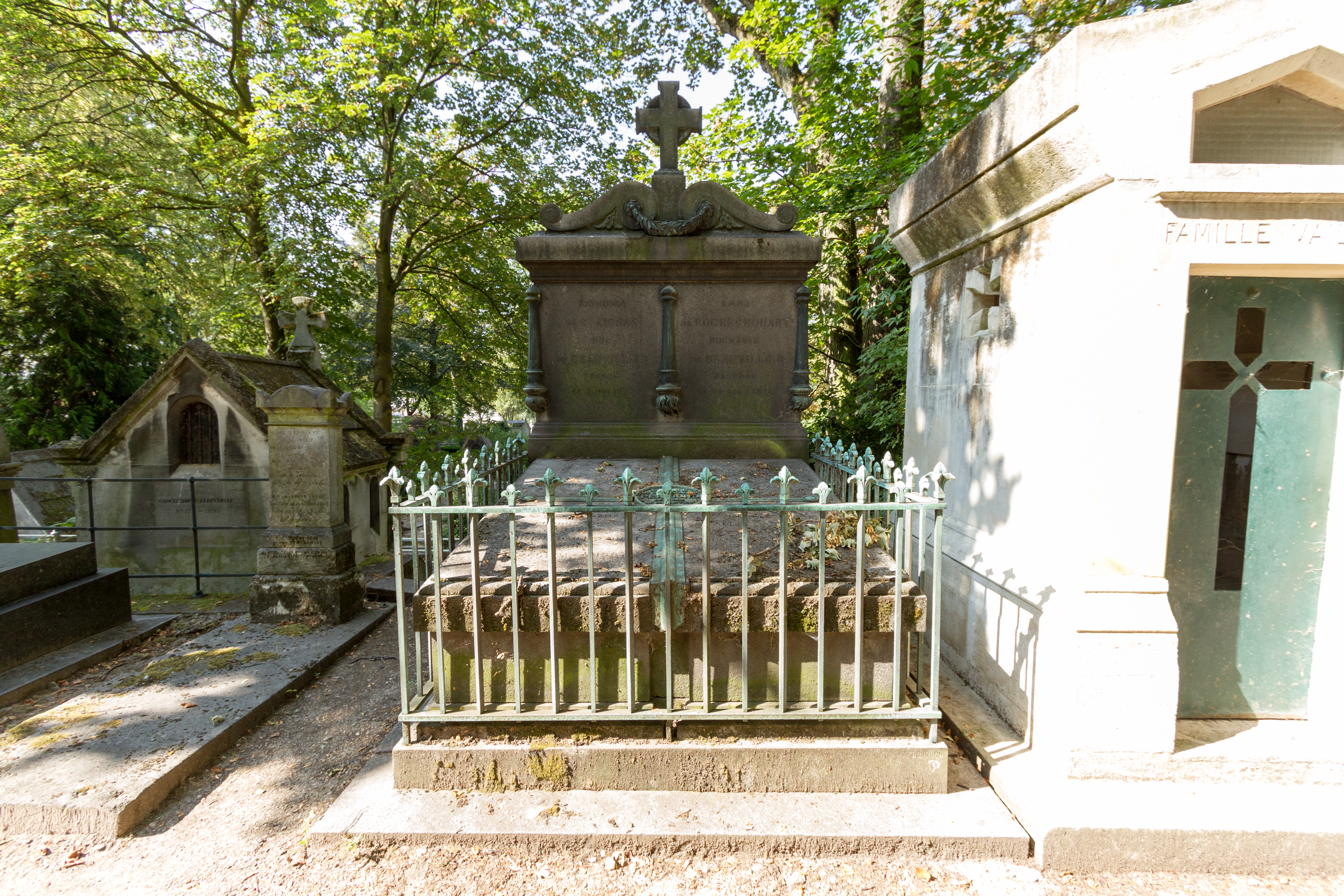
Sépulture de Raymond François de Beauvilliers (1790-1811) au cimetière du Père-Lachaise.

La terre de Saint-Aignan est érigée en duché-pairie en décembre 1663, en faveur de François-Honorat de Beauvilliers.
Les ducs de Saint-Aignan se faisaient, pour certains, appeler « duc de Beauvilliers » ; en voici la liste :
- François de Beauvilliers (c.1608-1687), comte puis 1er duc de Saint-Aignan en 1663 ;
- Paul de Beauvilliers (1648-1714), duc de Saint-Aignan dit « de Beauvilliers », Grand d'Espagne (fils du précédent) ; gendre de Colbert, il acquiert Buzançais, Montrésor, Argy ;
- Paul-Hippolyte de Beauvilliers (1684-1776), duc de Saint-Aignan (demi-frère cadet du précédent) ;
- Paul-François de Beauvilliers (1710-1742), duc de Saint-Aignan dit « de Beauvilliers » (fils du précédent) ;
- Paul-Louis de Beauvilliers (1711-1757), duc de Saint-Aignan dit « de Beauvilliers » (frère du précédent) ;
- Paul-Étienne-Auguste de Beauvilliers (1745-1771), duc de Saint-Aignan dit « de Beauvilliers » (fils du précédent) ;
- Paul-Marie-Victoire de Beauvilliers (1766-1794), duc de Saint-Aignan (fils du précédent) ;
- Raymond-François de Beauvilliers (1790-1811), duc de Saint-Aignan (fils du précédent) ;
- Charles-Paul-François de Beauvilliers (1746-1828) dernier duc de Saint-Aignan (grand-oncle du précédent et fils cadet de Paul-Louis). La succession du château de Saint-Aignan (mais pas le titre ducal) passe à sa sœur Colette de Beauvilliers (1749-1831), fille du duc Paul-Louis et femme en 1771 d'Antoine de La Roche-Aymon (1751-1831).

## Titres
- Seigneur de Beauvilliers
- Seigneur du Lude (voir les trois Lude possibles au début du paragraphe "Origines et Généalogie")
- Seigneur de Maleloup/Mauloup et du Vieux-Alonne (à Beauvilliers)
- Seigneur de Mattinville (Martainville)
- Seigneur de Binas
- Seigneur de Dizier(s)
- Seigneur de Thoury
- Baron de La Ferté-Hubert
- Comte de Saint-Aignan (1537)
- Comte de Montrésor
- Duc de Saint-Aignan (1663)
- Grand d'Espagne de 1er classe

## Armes
| Blason | Blasonnement : Fascé d'argent et de sinople, les fasces d'argent chargées de six merlettes de gueules, 3, 2, 1. Commentaires : Support : deux cygnes essorants |

| Blason | Blasonnement : Blason de François Honorat de Beauvilliers. |

## Membres
- Jodoin de Beauvilliers (vers 1140-après 1191),
- Jean de Beauvilliers, gouverneur de Blois
- Catherine de Beauvilliers, abbesse de Montmartre et maîtresse du roi de France Henri IV.
- François Honorat de Beauvilliers (1607-1687), a été fait duc de Saint-Aignan et pair de France par Louis XIV.
- Paul de Beauvilliers (1648-1714), homme d'État.
- François Honoré Antoine de Beauvilliers de Saint-Aignan (1682-1751), évêque de Beauvais.
- Paul-Hippolyte de Beauvilliers, duc de Saint-Aignan (1684-1776), diplomate et officier militaire.
- Paul-Hippolyte de Beauvilliers (1712-1788), vice-amiral.
- Charles Paul François de Beauvilliers (1746-1828), général et pair de France.

## Demeures
- Château de Chaumont-sur-Loire
- Château du Lude